# Nicolas De Kerpel
Nicolas De Kerpel (Wilrijk, 23 de março de 1993) é um jogador de hóquei sobre a grama belga, campeão olímpico.

## Carreira
De Kerpel integrou a Seleção Belga de Hóquei sobre a grama masculino nos Jogos Olímpicos de Verão de 2020 em Tóquio, quando conquistou a medalha de ouro após derrotar a equipe australiana por 3–2 nas penalidades. Ele fez parte da equipe que deu à Bélgica seu primeiro título europeu em 2019.